# Olhivka, Kahovka
Olhivka (în ucraineană Ольгівка) este un sat în comuna Zaozerne din raionul Kahovka, regiunea Herson, Ucraina.

## Demografie
Componența lingvistică a localității Olhivka
     Ucraineană (87,91%)
     Rusă (10,33%)
     Alte limbi (0,75%)
Conform recensământului din 2001, majoritatea populației localității Olhivka era vorbitoare de ucraineană (87,91%), existând în minoritate și vorbitori de rusă (10,33%).